# 甲南幼稚園
甲南幼稚園（こうなんようちえん、英名：Konan Kindergarten）は、兵庫県神戸市東灘区住吉本町にある私立幼稚園。
甲南小学校や甲南幼稚園を運営する学校法人甲南学園甲南小学校は、甲南大学や甲南中学校・高等学校を運営する学校法人甲南学園、並びに甲南女子大学や甲南女子中学校・高等学校を運営する学校法人甲南女子学園とは別法人である。ただし、同園の卒園生のほとんどが、甲南小学校を経て、甲南中学校、甲南女子中学校へ進学する。

## 沿革

### 年表
- 1911年 - 甲南幼稚園設立認可。
- 1911年9月10日 - 開園。
- 1912年 - 甲南尋常小学校設立認可
- 1912年4月7日 - 甲南尋常小学校開校。
- 2011年9月10日 - 創立100周年記念式典挙行。

## 教育

### 教育方針
1. 幼稚園・小学校の連携による一貫教育を目指す
2. 徳・体・知の調和的発展を目指す
3. 時代の変化に対応する教育を目指す

### めざす子ども像
- 思いやりのある子ども
- 明るく元気な子ども
- 意欲をもって取り組む子ども

## 行事
- 4月 - 一学期始業式、入園式、親子歓迎遠足
- 5月 - 端午の節句、春の遠足「いちご狩り」、縦割り保育（なかよし会）
- 6月 - 運動会、プール保育、土（日）曜参観、4年生との交流会、縦割り保育（なかよし会）
- 7月 - プール保育、縦割り保育（なかよし会）、七夕、一学期終業式、お泊り保育、なかよし幼稚園（未就園児向園庭開放）
- 8月 - 夏休み
- 9月 - 二学期始業式、プール保育、縦割り保育（なかよし会）、なかよし幼稚園（未就園児向園庭開放）
- 10月 - 甲南小学校運動会（参加）、秋の遠足、参観日、入園テスト、縦割り保育（なかよし会）
- 11月 - 2年生との交流会
- 12月 - 生活発表会、縦割り保育（なかよし会）、クリスマス会、二学期終業式
- 1月 - 三学期始業式、とんど、年長組がんばり遠足、甲南女子中高との交流会、参観日、縦割り保育（なかよし会）
- 2月 - 甲南三学園合同収穫祭「もちつき」、節分、小学校学習発表会（参加）、6年生との交流会、全園児がんばりマラソン、縦割り保育（なかよし会）
- 3月 - ひな祭り、縦割り保育（なかよし会）、お別れ会、卒園式、修了式

## 交通
- 住吉駅 (JR西日本・神戸新交通)より徒歩約5分

## 進学先小学校
- 甲南小学校